# Reinhard zu Solms-Laubach
Reinhard Graf zu Solms-Laubach (* 11. August 1801 in Laubach; † 29. Oktober 1870 in Braunfels) war ein preußischer Generalmajor und Kommendator des Johanniterordens.

## Leben

### Herkunft
Reinhard war der Sohn des Oberpräsidenten der Provinz Jülich-Kleve-Berg Friedrich zu Solms-Laubach (1769–1822) und dessen Ehefrau Henriette, geborene von Degenfeld-Schomberg (1776–1847). Seine Geschwister waren Otto (1799–1872),
Rudolf (1803–1884), Georg (1805–1870) und Ottilie (1807–1884).

### Militärkarriere
Solms trat am 1. Juni 1822 in das Garde-Husaren-Regiment der Preußischen Armee ein und avancierte bis Mitte Februar 1823 zum Sekondeleutnant. Ende Mai 1828 nahm er seinen Abschied, um in russische Dienste treten zu können. Solms nahm 1828/29 während des Russisch-Türkischen Krieges an den Kämpfen um Schumen sowie 1830/31 während des Polnisch-Russischen Krieges an der Belagerung von Warschau teil. Für sein Verhalten bei Sticona wurde ihm der Orden des Heiligen Wladimir IV. Klasse verliehen.
Am 2. Juli 1833 wurde Solms als Major ohne Patent wieder in preußischen Diensten angestellt und zunächst dem 7. Ulanen-Regiment aggregiert. Anfang Februar 1836 erhielt er das Patent zu seinem Dienstgrad. Am 7. April 1842 wurde Solms zum Flügeladjutanten von König Friedrich Wilhelm IV. ernannt und am 22. März 1843 zum Oberstleutnant befördert. Unter Belassung in dieser Stellung beauftragte man ihn am 1. Juli 1843 zunächst mit der Führung des 5. Ulanen-Regiments und ernannte Solms am 16. Januar 1844 zum Regimentskommandeur. Nach seiner Beförderung zum Oberst wurde er am 24. August 1848 Kommandeur der 8. Kavallerie-Brigade in Erfurt. Kurzzeitig war er vom 10. Oktober 1848 bis zum 17. September 1849 wieder diensttuender Flügeladjutant des Königs. Anschließend erfolgte seine Ernennung zum Kommandeur der 13. Kavallerie-Brigade in Münster. Unter Verleihung des Charakters als Generalmajor wurde Solms mit der Erlaubnis zum Tragen der Uniform der Generale à la suite am 11. September 1851 mit Pension zur Disposition gestellt.
Anlässlich der Krönung von König Wilhelm I. wurde Solms am 18. Oktober 1861 der Stern zum Roten Adlerorden II. Klasse mit Eichenlaub verliehen.

### Familie
Solms verheiratete sich am 20. Oktober 1836 mit Ida Prinzessin zu Isenburg-Büdingen (1817–1900). Sie war eine Tochter des Fürsten Ernst Casimir I. zu Ysenburg und Büdingen und konvertierte 1860 zum katholischen Glauben, lebte als Witwe in Frankfurt am Main.